# Nærøyfjord
Vịnh hẹp Nærøy (tiếng Na Uy: Nærøyfjorden) là một vịnh hẹp khoét sâu vào đất liền, ở thị xã Aurland, thuộc tỉnh hạt Sogn og Fjordane, miền tây nam Na Uy. Vịnh hẹp này dài khoảng 19 km, và là một nhánh của vịnh hẹp vịnh hẹp Aurlands. Vịnh hẹp Aurlands lại là nhánh của vịnh hẹp Sogne.
Nærøy kéo dài tới làng nhỏ Gudvangen. Bên bờ vịnh bên kia là làng nhỏ Bakka, đối diện với làng Gudvangen. Bên bờ vịnh hẹp này cũng có 1 làng nhỏ bỏ hoang khác là làng Dyrdal và 2 nông trại Styvi, Tufto. Nærøy là một vịnh hẹp, nhiều nơi chỉ rộng khoảng 250 m, trong khi khu vực cửa vịnh rộng tới 1.800 m.
Ngày 14 tháng 7 năm 2005, Nærøy cùng với vịnh hẹp Geiranger đã được UNESCO công nhận là Di sản thế giới.

## Hình ảnh

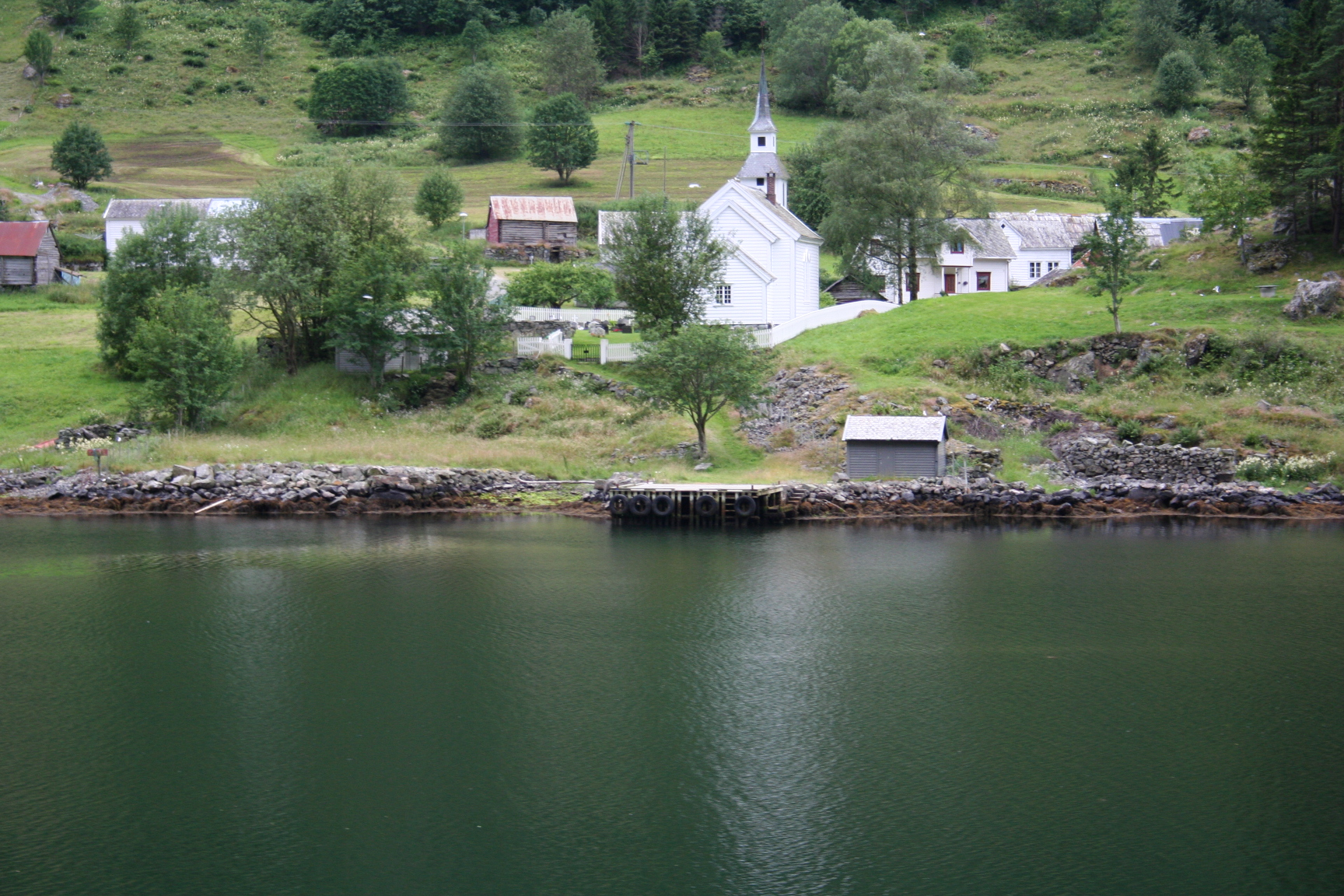
Làng Bakka
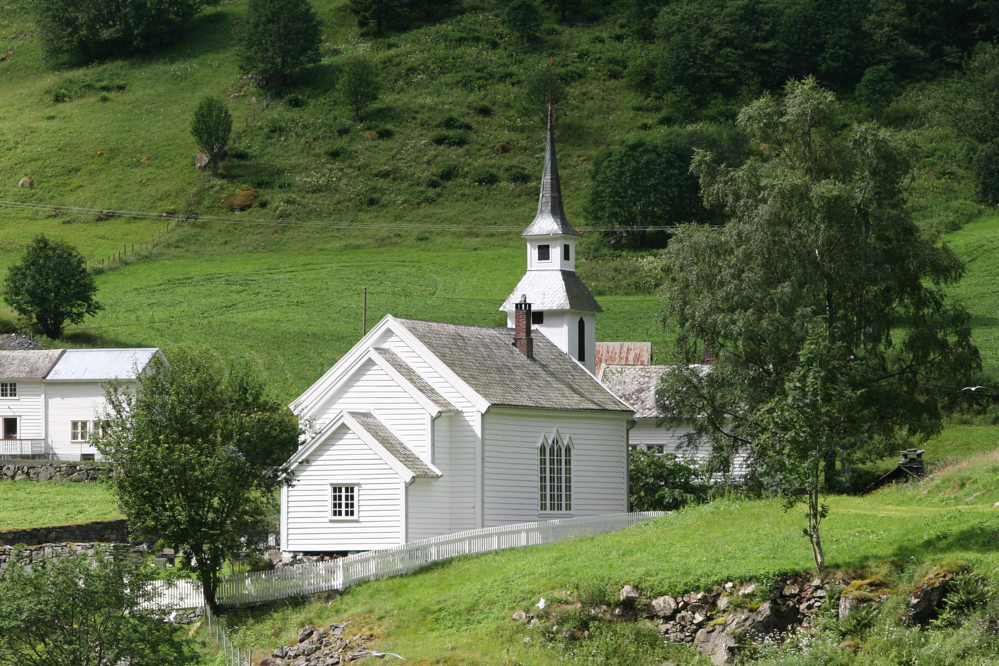
Nhà thờ Bakka (khoảng năm 1850)
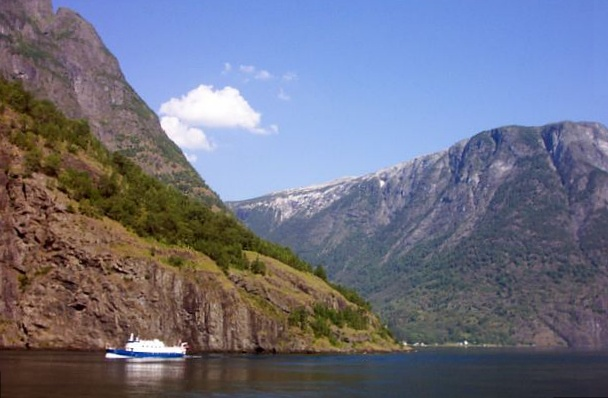
Tàu phà trên Vịnh hẹp Nærøy